# Rimi Beqiri
Rimi Beqiri (ur. 16 maja 1982 w Tiranie) – włoski aktor filmowy i teatralny pochodzący z Albanii.

## Życiorys
Rimi od dzieciństwa marzył o karierze aktorskiej we Włoszech.
Do Włoch przybył w wieku 16 lat jako nielegalny imigrant: najpierw do Lecce, skąd przedostał się do Florencji, gdzie zamieszkał ze swoim wujem. By utrzymać się przy życiu, podejmował się prac jak sklepikarz, kelner i elektryk. W 2004 roku rozpoczął tam studia w Narodowej Niezależnej Szkole Filmowej, kontynuował naukę w teatrze Tedavi 98. W 2008 roku przeniósł się do Rzymu, gdzie studiował w latach 2008-2011 w Międzynarodowej Akademii Teatralnej.
Rimi Beqiri poza ojczystym językiem albańskim, wykazuje się znajomością angielskiego, włoskiego oraz jego dialektami środkowowłoskim i toskańskim.

## Filmografia

### Filmy
| Rok  | Tytuł                               | Rola                |
| ---- | ----------------------------------- | ------------------- |
| 2006 | Dov'è Sisifo!?                      | leniwy bogacz       |
| 2011 | Reality News                        | Gioacchino          |
| 2013 | Najciemniejsza noc                  | gość                |
| 2013 | Powrót Eleny                        | psychiczny zabójca  |
| 2013 | Connections                         | Mikajl              |
| 2014 | Ergo Proxy: Awareness               | Raul Creed          |
| 2014 | 17 a mezzanotte                     | psychiczny zabójca  |
| 2015 | Adrenalina                          | Dalić               |
| 2015 | Plastikowa sonata kartonowa         | czwarty klient      |
| 2016 | Wirus: Ekstremalne zanieczyszczenie | Florjon             |
| 2016 | Sangue misto                        | Nico                |
| 2016 | Io sono nulla                       | lekarz              |
| 2016 | InterNos                            | Pietro              |
| 2016 | Festina lente: Spiesz się powoli    | Baccio              |
| 2017 | Altin w mieście                     | Altin Rama          |
| 2017 | Koniec za jeden dzień               | Infetto             |
| 2017 | Insidiae Nemoris                    | Joe                 |
| 2018 | Kastriota                           | Kastriota           |
| 2018 | SkullGirl                           | Darian              |
| 2018 | Riccardo: Samotność ambicji         | Ratcliffe           |
| 2019 | Soltanto parole                     | ojciec              |
| 2020 | Klod                                | Traficant           |
| 2021 | Slow life                           | agent nieruchomości |

### Seriale
| Rok  | Tytuł                    | Rola                | Uwagi                    |
| ---- | ------------------------ | ------------------- | ------------------------ |
| 2009 | I Cesaroni               | kelner              | Odcinek 24 sezonu 3      |
| 2014 | Komisarz Rex             | drugi albański szef | Odcinek 5 sezonu 7       |
| 2015 | Un passo dal cielo       | Ivan Selimov        | Odcinki 11 i 18 sezonu 3 |
| 2016 | Panopticon               | Manuel Timović      |                          |
| 2017 | Bounty Hunter: Jasna noc | Mr. Uka             | Odcinek 1                |
| 2020 | Whitefall                | Ian                 | Odcinki 1-8              |
| 2020 | Un posto al sole         | Stefan Dinescu      | Odcinek 205 sezonu 24    |